# Георгіївський хрест
Це стаття про нагороду Російської імперії. Про державну нагороду Російської Федерації див.: Георгіївський Хрест (Російська Федерація).
Відзна́ка Військо́вого о́рдена свято́го Гео́ргія, або Гео́ргіївський хрест  — нагородний знак до ордена Св. Георгія для нижніх чинів з 1807 по 1917 роки за видатну хоробрість, виявлену в бою проти ворога. Відзнака ордена Св. Георгія був вищою винагородою для солдатів і унтер-офіцерів російської імператорської армії.
З 1913 року в статуті закріплена офіційна назва — Георгіївський хрест.
До 1913 року окрім офіційної назви мав і інші найменування: Георгіївський хрест 5-ого ступеня, солдатський Георгіївський хрест, солдатський Георгій («Єгорій») тощо.

## Історія

### Наполеонівські війни
Відзнака військового ордена Св. Георгія була заснований 13 (25) лютого 1807 року маніфестом імператора Олександра I як винагорода нижніх військових чинів за «безстрашну хоробрість». Знак носився на стрічці тих же кольорів, що і орден Св. Георгія.
Солдатська Відзнака Військового ордену (солдатський Георгіївський хрест) на відміну від офіцерського ордену емаллю не покривалася, чеканилася із срібла 95-ї проби (сучасна 990-та проба), але із зображенням в центральному медальйоні на лицьовій стороні Св. Георгія на коні, а на оборотній стороні — ініціалів святого, «С. Г.», як і на офіцерському знаку.

Носилася ця винагорода на вузькій помаранчево-чорній стрічці, як і орден Георгія. У правилах про нагородження Відзнакою говорилося: 
«Ним нагороджуються лише ті з нижніх військових чинів, які, служивши у сухопутних та морських російських військах, дійсно виявлять свою відмінну хоробрість у боротьбі з ворогом».

#### Перші нагородження
Першим отримав солдатського Георгія унтер-офіцер Кавалергардського полку Єгор Іванович Мітрохин за відзнаку в бою з французами під Фрідландом 2 червня 1807.
У Франко-Російський війні 1812 року він блискуче проявив себе в боях під Вітебськом, Смоленськом, Бородином і Малоярославцем. Мітюхин брав участь і в знаменитій Кульмській битві, за ходом якого спостерігав прусський король Вільгельм III. Захоплений героїзмом і доблестю російських солдатів і офіцерів, король відразу після бою нагородив героїв Залізним хрестом — вищою відзнакою Пруссії, який в самій прусській армії мали на той час лише кілька військовослужбовців. Серед тих, що відрізнилися був і Єгор Мітюхин. Він також брав участь в боях під Лейпцигом і брав Париж.
Перший кавалер солдатського Георгія служив з 1793 по 1817 роки і вийшов у відставку в нижчому офіцерському чині прапорщика. Проте ім'я Мітрохина внесене до списків першим лише в 1809 році, коли до списків, що складалися, першими були внесені кавалери з гвардійських полків.
Підпрапорщик 5-го єгерського полку Василь Березкин отримав Георгіївський хрест за бій з французами під Морунгеном 6 (18) січня 1807 року, тобто за подвиг, здійснений ще до створення винагороди. Унтер-офіцер В. Михайлов (знак № 2) і рядовий Н. Клементьєв (знак № 4) Псковського драгунського полку рядові Єкатеринославського драгунського полку П. Трехалов (знак № 5) і С. Родіонов (знак № 7), що відзначилися в боях 1807 р. і нагороджені Відзнакою військового ордену були переведені в кавалергарди.
Усі кавалери, що отримали винагороду заносилися в списки Капітулу Ордена; після їх смерті знак ордену повертався в Капітул. Це не поширювалося на нижніх чинів іноземних армій.
У числі полків, що отримали відзнаку Військового Ордену були найкращі елітні частини (від № 1 до 2000): лейб-гвардії Преображенський полк — 2, лейб-гвардії Семеновський — 438; лейб-гвардії Єгерський — 177; Кавалергардський — 7; лейб-гвардії Кінний — 175.

#### Франко-Російська війна 1812
Всього ж на початок 1812 було видано 12 871 знак з відповідними номерами від одиниці до 12 871. До речі, солдатським Георгієм за номером 6723 була нагороджена знаменита «кавалерист-дівиця» Надія Дурова, що розпочала службу простим уланом: у битві під Гутштадтом в травні 1807 вона врятувала від неминучої загибелі офіцера і отримала єдину у той час бойову винагороду для нижніх чинів.
Указом імператора від 15 липня 1808 кавалери відзнаки Військового ордена звільнялися від тілесних покарань. Відзнака могла вилучатися в нагородженого лише за рішенням суду і з обов'язковим повідомленням про це імператора.
| Георгіївський Хрест І-го ступеня (обидві сторони) | Георгіївський Хрест ІІ-го ступеня (обидві сторони) | Георгіївський Хрест ІІІ-го ступеня (обидві сторони) | Георгіївський Хрест IV-го ступеня (обидві сторони) |
| Георгіївські Хрести (аверс та реверс нагород) усіх ступенів, які належали К. П. Трубникову, якій став під час Великої Вітчизняної війни генерал-полковником. Георгіївський Хрест ІІ ступеня № 4034 Трубников здав на користь поранених свого полку. У свою чергу, солдати подарували йому бронзовий хрест. |                                                    |                                                     |                                                    |

Існувала практика нагородження Відзнакою Військового ордена цивільних осіб нижчих станів, але без права іменуватися кавалером Відзнаки.
Відомий випадок нагородження солдатською винагородою генерала. Їм став М. А. Милорадовіч за бій з французами в солдатському строю під Лейпцигом. Срібний хрест йому вручив особисто імператор Олександр I, що спостерігав за битвою.
У січні 1809 введена нумерація хрестів та іменні списки. До того часу було видано близько 10 тисяч знаків. Але відзнаками без номерів нагороджували до 1820 року, в основному невійськових чинів армії, а також колишніх командирів партизанських загонів з числа купців, селян і міщан.
На початок Вітчизняної війни 1812 роки Монетний двір виготовив 16833 хрести. Статистика нагороджень за роками показова:
- 1812 рік — 6783 нагороджень;
- 1813 рік — 8611 нагороджень;
- 1814 рік — 9345 нагороджень;
- 1815 рік — 3983 нагороджень;
- 1816 рік — 2682 нагороджень;
- 1817 рік — 659 нагороджень;
- 1818 рік — 328 нагороджень;
- 1819 рік — 189 нагороджень.

За часи наполеонівських воєн відзнаку Військового Ордену за дослідженням О. О. Зайцєва отримали 41 222 людини; роботи В. С. Степанова і М. І. Григоровича свідчать про те, що за кампанії 1807—1811 рр. тих, що отримали знак було 12 871 людина, за кампанію 1812 — 6 783, а за все правління Олександра I — 46 527.
При створенні нагороди солдатський хрест ступенів не мав, також не було обмежень за кількістю нагороджень однієї людини.

### ПравлінняМиколи IтаОлександра II
У 1833 році положення про відзнаку Військового ордена Св. Георгія були прописані в статуті ордена Св. Георгія.
З кінця серпня 1844 року для нагородження іновірців був встановлений спеціальний знак: він відрізнявся від звичайного тим, що в центрі медальйона з двох сторін був змальований герб Росії — двоглавий орел. Першим повним кавалером відзнаки для іновірців став юнкер міліції 2-го Дагестанського кінно-іррегулярного полку Лабазан Ібрагим Халіл-огли.
За часи правління Миколи I були нагороджені за Перську і Турецьку війни — 11 993 людини, за Польську кампанію — 5 8888, і за Угорський похід — 3 222.
У 1837 році право носіння відзнаки Військового Ордену було дане учасникам кампаній 1813—1815 рр., що вийшли у відставку. Це було так зване правило «Залізного хреста».
У 1839 році за наказом імператора Миколи І були виготовлені особливі відзнаки Військового Ордена для чинів Прусської армії, що брали участь в битвах з наполеонівськими військами в 1813—1815 роках. На Високий розгляд був наданий малюнок, після змін, внесених Миколою I, на відміну від звичайних георгіївських винагород, на оборотній стороні цього хреста у верхньому його промені з'явився вензель Олександра I. У листопаді 1839 р. було вибито 4 500 знаків від № 1 до 4 500. 29 червня 1841 року флігель-ад'ютант короля Пруссії полковник Раух повідомив Капітул про роздачу 4 264 знаків, а 236 знаків було повернено.
19 березня 1856 року імператорським указом введено чотири ступеня Георгіївського хреста, нагородження якими проводилося послідовно. Знаки носилися на стрічці на грудях і виготовлялися із золота (I та II ст.) і срібла (III та IV ст.). Нумерація знаків розпочиналася заново для кожного ступеня. I та III ступені мали банти на Георгіївській стрічці.
З 1844 по 1856 було проведено 1 368 нагороджень таким знаком.

#### Кримська війна 1853—1855рр.
Упродовж Кримської війни 1853—1855 рр. було видано 24 150 солдатських «Георгіїв». Ця кампанія виявилася останньою, в яку видавалися хрести без ступенів.
Знаменитий матрос Петро Кішка тричі удостоювався Відзнаки Військового ордена. Перший раз він отримав хрест без ступеня № 99734, потім за новий подвиг — прибавку третини до платні, за третю відмінність — нову надбавку третини платні. Коли ж відзнака була підрозділена на ступені і Кішка став вважатися кавалером трьох ступенів, йому видали додатково лише вищий з них знак II ступеня, за № 431.
За переказами, адмірал П. С. Нахімов приходив на бастіони Севастополя з кишенями, набитими хрестами. Якщо навіть це деяке перебільшення, доля правди тут є: Павло Степанович квапився нагородити героїв, кожен з яких у будь-який момент міг бути убитий.
Під час правління Олександра II за Кавказ відзнаку Військового Ордену отримали 25 372 людини, за російсько-турецьку війну — 46 000 і за кампанію в Середній Азії було нагороджено 23 000 чоловік.

### ПравлінняМиколи ІІ

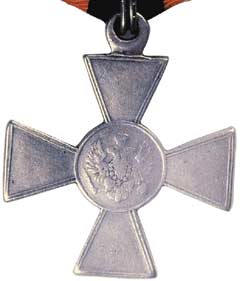
Георгіївський хрест для представників нехристиянської віри із зображенням орла замість Св. Георгія

Під час правління останнього російського імператора Миколи II Російська імперія брала участь у двох війнах. За російсько-японську війну відзнаки Військового Ордена отримали 87 000 чоловік.
У 1913 році статут Військового Ордена Святого Великомученика і Побідоносця Георгія був перейменований в Георгіївський Хрест, але ступені збереглися.
За часи Першої світової війни Георгіївським хрестом було нагороджено понад 1 000 000 чоловік.
Станом на 1 січня 1917 року на Монетному дворі Петрограду було відчеканено Георгіївських хрестів:
- 1 ступеня — 32 510 шт.
- 2 ступеня — 65 015 шт.
- 3 ступеня — 286 050 шт.
- 4 ступеня — 1 190 150 шт.

Чеканка останніх Георгіївських хрестів IV ступеня була завершена тільки 24 листопада 1917 року, тобто через місяць після Жовтневого перевороту.